# Финтинеле (Селаж)
Финтинеле (рум. Fântânele) — село у повіті Селаж в Румунії. Входить до складу комуни Драгу.
Село розташоване на відстані 358 км на північний захід від Бухареста, 30 км на південний схід від Залеу, 35 км на північний захід від Клуж-Напоки.

## Населення
За даними перепису населення 2002 року у селі проживали 52 особи, усі — румуни. Усі жителі села рідною мовою назвали румунську.